# Шульц, Лео
Лео Шульц (нем. Leo Schulz; 28 марта 1865 года, Позен — 12 августа 1944 года, Крешента, штат Калифорния) — немецко-американский виолончелист, композитор, педагог.

## Биография
Учился в Берлинской Высшей школе музыки у Вильгельма Мюллера и Роберта Хаусмана. Окончив курс в 1885 году, был принят солистом в «капеллу фон Бреннера» (будущий Берлинский филармонический оркестр), в декабре 1886 г. перешёл в Оркестр Гевандхауза. В 1889 г. покинул Германию, перебравшись в США и обосновавшись первоначально в Бостоне, где играл в Бостонском симфоническом оркестре и преподавал в Консерватории Новой Англии. Затем перебрался в Нью-Йорк и в 1890—1906 гг. играл в Нью-Йоркском филармоническом оркестре. Выступал также в составе фортепианного трио Адели Маргулис и струнного квартета Макса Бендикса. В поздний период преподавал в Йельском университете.
Автор многочисленных сочинений для разных составов с участием виолончели, обработок для виолончели и фортепиано музыки Рихарда Вагнера, Николо Паганини, П. И. Чайковского (Баркарола из «Времён года») и др.